# Ildefonso V. Vázquez
Ildefonso Valentín Vázquez Tamez fue un militar mexicano que participó en la Revolución mexicana.

## Biografía
Nació en Piedras Negras, Coahuila, el 14 de febrero de 1890, siendo hijo de Don Ildefonso Vázquez y de doña Concepción Tamez. Estudió en Monterrey, en Kansas City y en la Ciudad de México. Incorporado a la revolución maderista el 29 de enero de 1911, combatió en Cuatrociénegas, Monclova y otros lugares. Al ser licenciadas las fuerzas volvió a tomar las armas para combatir a Pascual Orozco en defensa del gobierno de Madero, y ese mismo año hizo la campaña contra los zapatistas. 
Al estallar la revolución constitucionalista se puso a las órdenes de Venustiano Carranza. Hizo la campaña del norte de Coahuila y la de Nuevo León con las tropas de Pablo González Garza; fue ascendido a capitán el 31 de marzo de 1913, y a partir de allí obtuvo ascensos inmediatos hasta obtener el grado de teniente coronel el 29 de agosto de ese año. 
Intervino después en numerosas acciones de armas, y obtuvo el grado de general brigadier el 4 de octubre de 1914 y el de general de brigada el 13 de abril del año siguiente. Después de la Convención de Aguascalientes, Carranza lo nombró gobernador y comandante militar de Nuevo León el cual tomó posesión el 29 de mayo, y el 11 de junio fue honrado con la banda de general de división.
Como Jefe de la División del Bravo combatió a Miguel Quiroga en Topo Chico en las cercanías de Monterrey, después asistió a la batalla de Icamole y a consecuencia de las heridas recibidas en esta batalla, el general Vázquez murió en el Hospital González de Monterrey el 15 de junio de 1915. Había entregado el gobierno de Nuevo León al Lic. y Gral. Pablo A. de la Garza.